# Gonzalo de los Santos
Gonzalo de los Santos (ur. 19 lipca 1976 roku w Salto) – urugwajski piłkarz występujący na pozycji pomocnika. Obecnie gra w CA Peñarol.

## Kariera klubowa
Gonzalo de los Santos zawodową karierę rozpoczynał w 1995 roku w CA Peñarol. 2 razy zdobył z nim mistrzostwo kraju – w 1995 i 1996 roku. Łącznie dla "Manyas" rozegrał 62 ligowe pojedynki. W 1997 roku urugwajski pomocnik przeniósł się do Hiszpanii, gdzie został zawodnikiem klubu Mérida UD. W jego barwach zadebiutował w rozgrywkach Primera División. W sezonie 1997/1998 zajął z nim 19. miejsce w końcowej tabeli i spadł do Segunda División.
W letnim okienku transferowym w 1998 roku piłkarz podpisał kontrakt z Málagą. W pierwszym sezonie gry na Estadio La Rosaleda wystąpił w 14 spotkaniach, jednak w kolejnych rozgrywkach był już podstawowym piłkarzem "Boquerones". W barwach Málagi de los Santos rozegrał 86 meczów w 2. lidze, po czym trafił do Valencii. Na Estadio Mestalla nie mógł jednak liczyć na regularne występy i pełnił rolę rezerwowego. Ówczesny trener drużyny "Nietoperzy" – Rafael Benítez w linii pomocy stawiał zazwyczaj na Pablo Aimara, Francisco Rufete, Davida Albeldę oraz Vicente.
Sezon 2003/2004 urugwajski gracz spędził na wypożyczeniu w Atlético Madryt, gdzie został podstawowym zawodnikiem i rozegrał 31 pojedynków. Atlético zajęło w Primera División 7. lokatę. Następnie de los Santos powrócił do Valencii, jednak w 2005 roku na zasadzie wypożyczenia zasilił zespół RCD Mallorca. W letnim okienku transferowym 2006 de los Santos przeniósł się do drugoligowego Hérculesa CF, z którym zajął 16. miejsce w tabeli Segunda División.
29 lipca 2008 roku Urugwajczyk postanowił powrócić do kraju i przeszedł do swojego pierwszego klubu w karierze – CA Peñarol.

## Kariera reprezentacyjna
W reprezentacji Urugwaju de los Santos zadebiutował 25 sierpnia 1996 roku w przegranym 3:5 meczu przeciwko Japonii. Rok później wziął udział w Copa América i Pucharze Konfederacji.
W 2002 roku de los Santos został powołany przez Víctora Púę na Mistrzostwa Świata w Korei Południowej i Japonii. Na mundialu tym "Charrúas" zajęli 3. miejsce w swojej grupie i odpadli z turnieju. Sam de los Santos na azjatyckich boiskach pełnił rolę rezerwowego i wystąpił tylko w spotkaniu z Francją, kiedy to w 71. minucie zmienił Marcelo Romero. Łącznie dla drużyny narodowej piłkarz rozegrał 33 pojedynki i strzelił 1 bramkę.